# Sven Låftman
Sven Låftman, född 16 december 1887 i Filipstads församling, Värmlands län,, död 5 juli 1977 i Engelbrekts församling, Stockholms län, var en svensk friidrottare (allround - längdhopp, 200 meter, 400 meter) och idrottsledare.
Under idrottskarriären tävlade Låftman fram till och med 1908 för IFK Karlstad och därefter för IFK Stockholm.
Låftmans främsta insatser inom svensk och internationell idrottsverksamhet var som ledare. Han var:
- Ordförande i Svenska idrottsförbundet 1916–1919.
- Ordförande i Svenska Skridskoförbundet 1949–1971.
- Vice president i Internationella skridskoförbundet 1951–1970.
- Honorär Vice president i Internationella skridskoförbundet 1971–1977.[6]

## Idrottskarriär
Den 21 juli 1907 förbättrade Låftman i Karlstad Hjalmar Mellanders svenska rekord i längdhopp, från 6,42 till 6,59. Rekordet behöll han till oktober samma år då Arvid Ringstrand förbättrade det med 10 cm.
1908 vann han SM på 400 meter (tid 52,7). Detta år satte han också svenskt rekord på 440 yards med tiden 50,6. Han var även med vid OS i London detta år - på 200 meter vann han ett försöksheat på 23,6, men fortsatte inte tävlingarna; på 400 meter kom han trea och sist i sitt försöksheat och slogs ut - tid okänd. Han deltog också i det svenska laget i långa stafetten - 200+200+400+800 meter - som blev utslaget i försöken (de andra var Knut Lindberg, Knut Stenborg och Evert Björn).
Låftman tävlade även i bandy, tio- och femkamp, fotboll, tennis samt konst- och hastighetsåkning på skridskor.
Som oldboy tävlade han bland annat i segling, ridning och tennis - han vann SM i dubbel i oldboys-klassen tillsammans med J. Söderström.

## Idrottsledarkarriär
Låftman var sekreterare i IFK Karlstad 1903–1905 och ordförande 1905–1908. Han var sekreterare i Värmlands Idrottsförbund 1906–1909.
Han var även en av de tidiga entusiasterna att sprida bandyn som sport i Sverige. Det var just Låftman som introducerade bandyn i sitt hemlandskap Värmland mellan 1905 och 1910.
Han flyttade 1909 till Stockholm och var 1906–1910 medlem av IFK:s centralstyrelse och tillhörde 1910–1913 styrelsen i Svenska Skridskoförbundet (sekreterare 1910–1912). Han var 1909 samt 1915–1919 medlem i Svenska Idrottsförbundet (sekreterare 1915–1916 och ordförande 1917–1919).
Han tog initiativet till triangelmatcherna i friidrott mot Norge och Danmark.
Han var sekreterare i Olympiska Sällskapet och 1917–1919 medlem av Riksidrottsförbundets Överstyrelse, 1917 av dess förvaltningsutskott.
Vid OS 1912 tillhörde han överledningen för friidrott, brottning och dragkamp och skrev tillsammans med J. S. Edström de första internationella tävlingsreglerna i friidrott.
På 1920- och 1930-talet var Låftman ordförande i Stockholmsklubben IK Göta. Han utvecklade föreningen till en ledande storklubb i landet. Enligt en artikel i SvD 10 oktober 1975 räknas Låftman som en av de riktigt stora i klubben då 75-åriga historia.